# Слободан Перович
Слободан Перович (серб. Слободан Перовіћ; 6 травня 1926 Крагуєваць, Королівство Югославія — 2 травня 1978, Белград, СФРЮ) — сербський і югославський актор театру, кіно і телебачення.

## Біографія
У 1949 році вступив до Факультету драматичного мистецтва в Белграді. З 1951 року грав на сценах Бєлградського драматичного і Югославської драматичних театрів, театру Atelier 212.
У кіно дебютував в 1955 році.
У 1963 році на кінофестиваль в Пулі нагороджений премією Золота Арена.
Знявся в більш ніж 70 кінофільмах і телесеріалах.

## Вибрана фільмографія
- 1955 — Їх було двоє — Марко
- 1956 — Розшук — Марко
- 1957 — Поп Чира і поп Спіра — учитель Петар Петрович
- 1959 — Восьма двері
- 1961 — Мирне літо
- 1961 — Чи не втручайся в щастя — Міленко
- 1963 — Чоловіки …
- 1965 — Інспектор — Слободан Джовановіч
- 1965 — Три — людина без документів
- 1967 — Пробудження щурів
- 1968 — Похід
- 1969 — Міст — інженер
- 1969 — Вороняччя — Джука
- 1969 — Австралія далеко — Нікола
- 1974 — Проти Кінга — Роки
- 1978 — Палата № 6 — Андрій Ефімич Рагин